# Répulsif

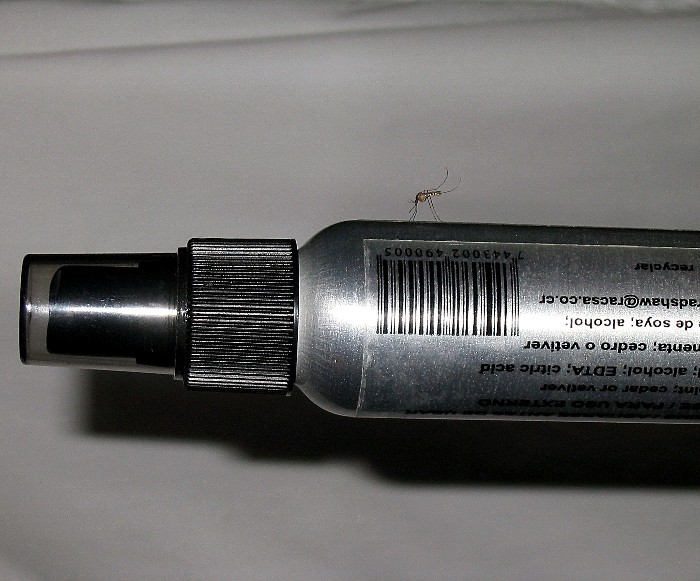
Moustique sur un tube pulvérisateur d'aérosols anti-moustiques.

Un répulsif est une substance ou un appareil destiné à repousser, par action au niveau du goût ou de l'odeur, certains animaux considérés comme nuisibles comme les moustiques et les mouches, ou les organismes (insectes herbivores, arthropodes, mollusques, bactéries, champignons phytophages, mammifères herbivores ou omnivores) consommant les végétaux.

## Répulsif d'insectes et arthropodes

### Produits naturels

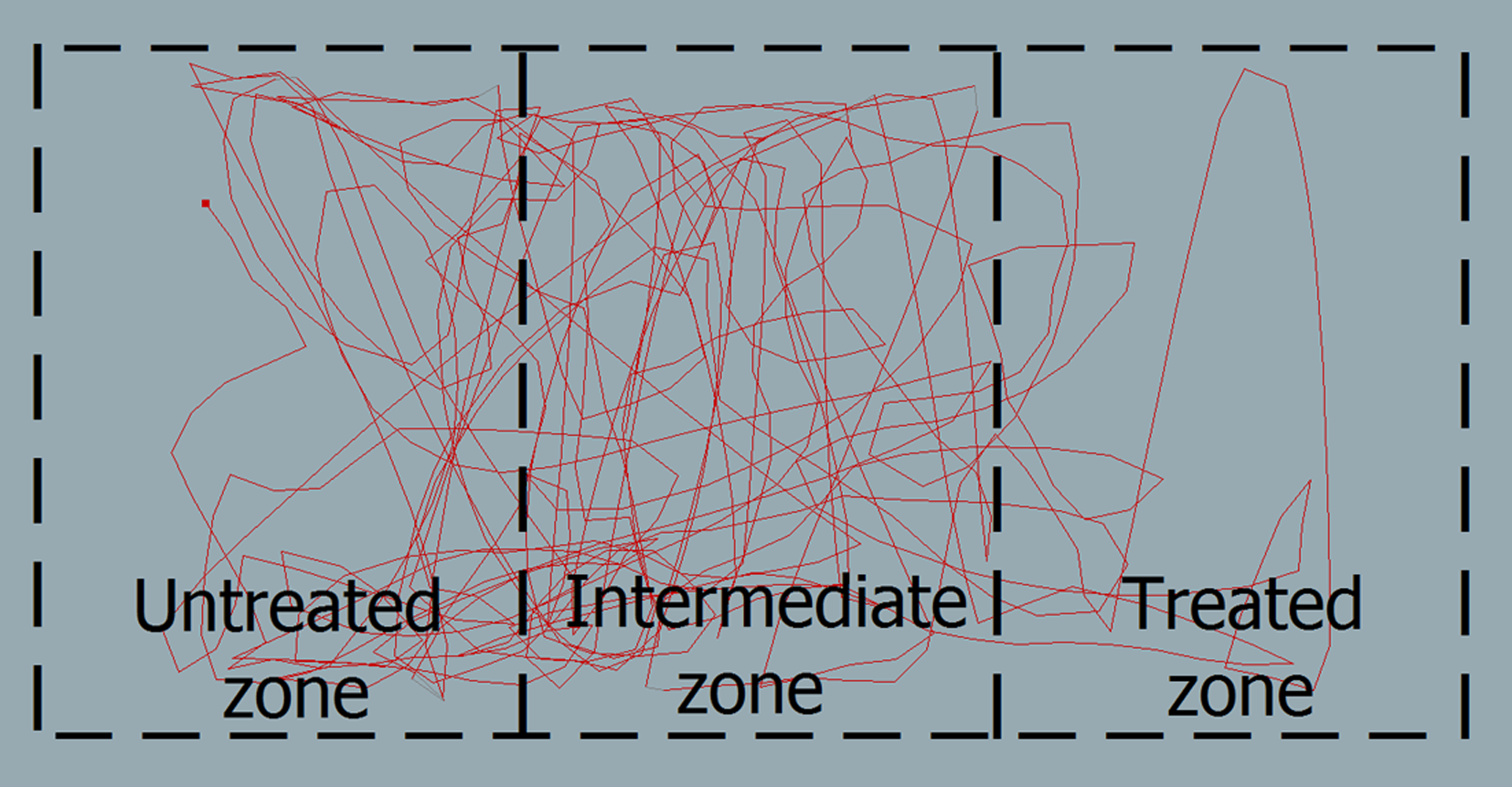
Test de l'activité répulsive de l'huile essentielle de citronnelle. Image de poursuite vidéo d'une mouche charbonneuse.

- L'eucalyptus citronné est réputé éloigner les moustiques.
- L'huile de margousier (aussi appelée « huile de neem ») est aussi indiquée comme répulsif et insecticide.
- Le géraniol chasse les moustiques, mouches, cancrelats, fourmis et tiques.
- Les bracelets dits « antimoustiques », ainsi que les dispositifs électroniques n'ont démontré aucune efficacité.
- Les répulsifs à base d'huile de haricot de soja et d'IR3535 (butylacétylaminopropanoate d'éthyle) présentent une protection de plus courte durée.
- Le département de recherche de l’Iowa State University a constaté que l'huile essentielle extraite de la cataire (Nepeta cataria), appelée « essence de népéta » contient de la népétalactone et s'est avérée être presque 10 fois plus efficace pour repousser les moustiques que le DEET.
- La rue officinale est un répulsif contre les insectes, notamment contre les pucerons.
- Le marc de café est également utilisé comme répulsif.
- Les pyréthrines extraites du pyrèthre sont insecticides à forte dose et répulsifs à dose plus faible.

### Produits chimiques de synthèse
- DMP (diméthylphtalate)
- EHD (éthyl-hexanediol)
- 35/35 (éthyl-butylacétylaminopropionate)
- DEET (diéthylméthylbenzamide ou diéthyltoluamide)
- Pipéridine

### Formes des produits vendus
- Spray répulsif

### Méthodes d'utilisation
Idéalement, on imprègne les vêtements et les moustiquaires d'un répulsif à insecte, le traitement étant à renouveler tous les deux lavages.

## Répulsif d'animaux

### Animaux familiers
Il existe des répulsifs à pulvériser sur le mobilier tel les canapés et fauteuils pour empêcher les animaux domestiques de s'y installer, d'y laisser leurs poils ou d'y faire leurs griffes.

### Animaux sauvages
- Certains animaux sont naturellement repoussés par la lumière (espèces lucifuges), mais elle en attire d'autres.
- Certaines fréquences de sons sont insupportables pour l'ouïe de certaines espèces. Ce phénomène est exploité par les pingers qui doivent éloigner les cétacés des filets de pêche.
- Divers répulsifs chimiques sont destinés à éloigner les herbivores des plants forestiers ;  La législation européennes a exclu du marché, au moins provisoirement, une série de pesticides incluant des produits phytosanitaires et répulsifs qui n'avaient pas prouvé leur innocuité sur la santé humaine ou l'environnement. Une liste des produits autorisés est publiée par les ministères de chaque pays européen. 
Des produits alternatifs[4]  sont disponibles pour les sylviculteurs, agriculteurs et jardiniers depuis la fin des années 1990, par exemple constitués de sang de porc[5], huiles végétales, adhésifs naturels…). Ce serait dans ce cas l'odeur du sang qui éloignerait les déprédateurs herbivores. Certains proposent de vaporiser de la farine de sang sur les feuilles et tiges, ce qui éloigne les chevreuils et nourrit la plante.
- L'urine de certains prédateurs est parfois aussi utilisée pour éloigner les animaux sauvages, notamment aux États-Unis[6] mais peut aussi attirer d'autres prédateurs qui cherchent à marquer leur territoire. 
 En outre il n'est pas exclu via les urines (et/ou le sang) utilisées dans certains répulsifs d'introduire accidentellement  dans le milieu des microbes, parasites ou biocontaminants de type prion pathogène. Les produits homologués offrent des garanties face à ces risques.

## Perspectives, prospective et recherche
Pour mieux étudier et comprendre le mode d'action des répulsifs et de certains pesticides utilisés dans la lutte vectorielle pour le contrôle de maladies véhiculées et transmises par des moustiques, poux, puces tiques de nouvelles méthodes pourraient être bientôt disponibles :
- la modélisation moléculaire et la modélisation des interactions moléculaires ;
- l'utilisation de cultures cellulaires : on a réussi à cultiver des neurones isolés de moustiques Anopheles gambiae adultes, qui semblent pouvoir aider à mesurer l'efficacité plus ou moins répulsive ou insecticide de certaines molécules[7].

## Les défenses chimiques des plantes de type répulsif

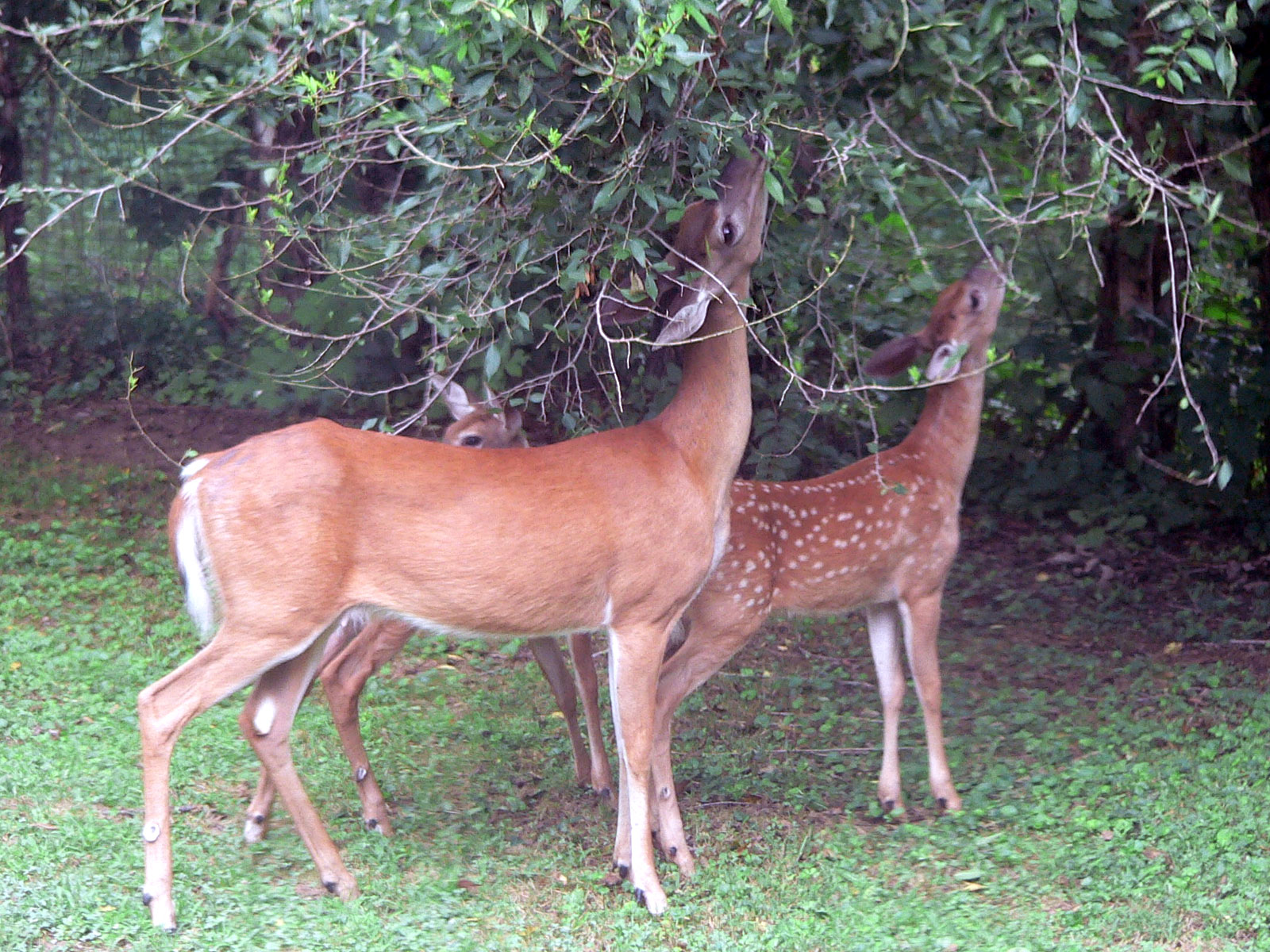
Les tanins des feuilles constituent des mécanismes de défense des plantes contre les herbivores, mais ces composés répulsifs ne sont pas toujours efficaces face aux brouteurs.

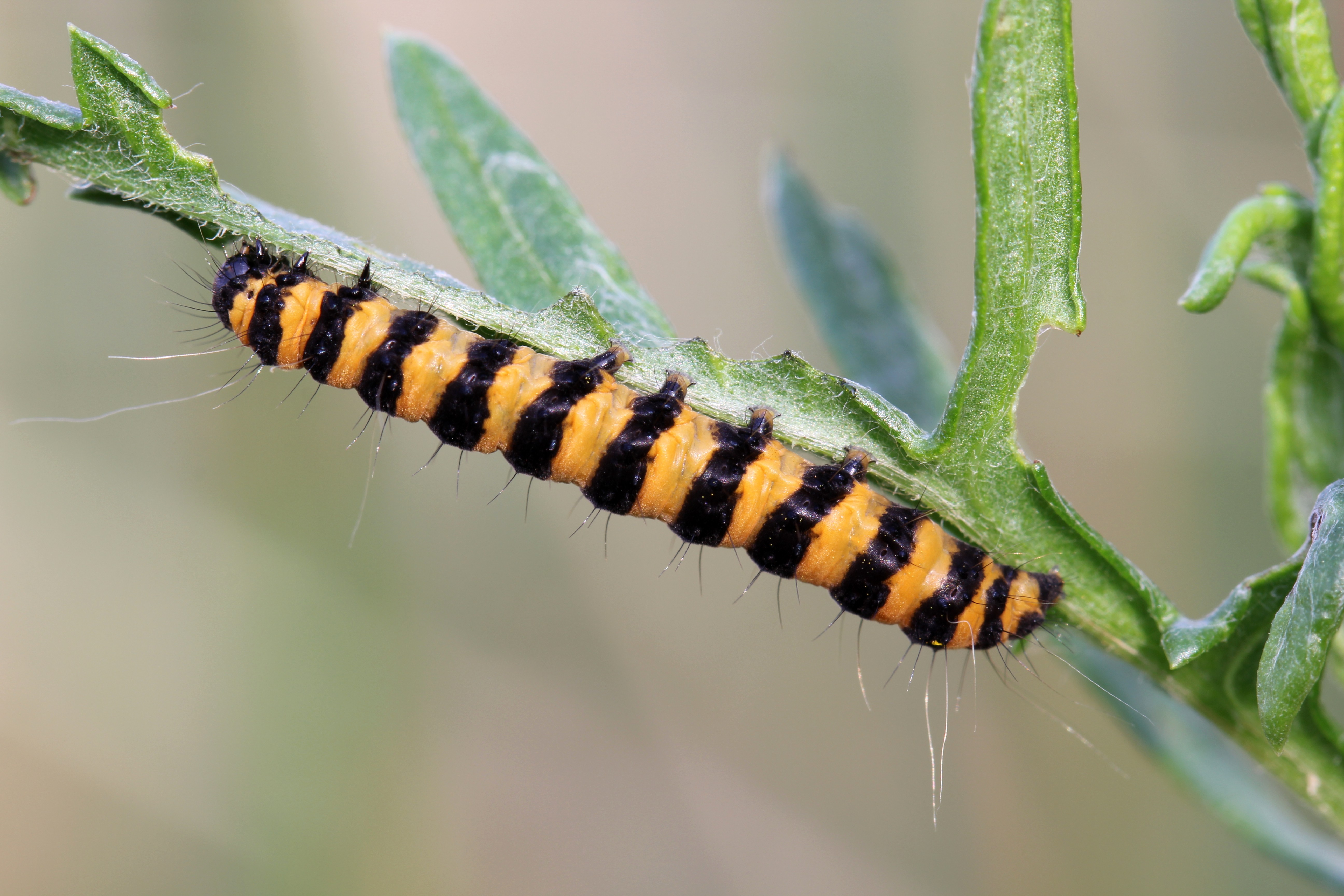
La chenille du Carmin est capable de séquestrer les alcaloïdes répulsifs des feuilles de séneçon qu'elle consomme. Cette séquestration dans des glandes exocrines permet la libération de sécrétions toxiques lors de l'attaque d'un prédateur qui en est dissuadé par la livrée aposématique (bandes jaunes et noires) de la larve.

De nombreux organismes (insectes herbivores, mollusques, bactéries, champignons phytophages, mammifères herbivores ou omnivores) consomment les végétaux. Les plantes se sont adaptées à cette pression de sélection en produisant des défenses chimiques qui impliquent un métabolite secondaire (aussi parfois appelé produit naturel) exerçant, en tant que phago-répulsif, un effet de rejet de la plante lorsqu'elle est ingérée. L'effet répulsif de ces substances allélochimiques contenues dans les végétaux provient généralement de leur amertume (qui est le fait de composés tels que les alcaloïdes) ou leur astringence (composés tels que les tanins) qui est un signal d'avertissement à l'intention des prédateurs de ne pas abuser de ces plantes en raison de leur toxicité. Ces molécules basées sur l'anti-appétence vis-à-vis des prédateurs entraîne ainsi un réflexe gusto-facial de rejet (observé chez les jeunes primates, ce réflexe leur permet d'éviter l'ingestion de ces produits), l'inappétence et une diminution de la recherche alimentaire. L'interaction biologique entre les herbivores et les plantes a conduit les prédateurs à développer des mécanismes coévolutifs pour obtenir cette nourriture (insectes, ruminants brouteurs…), et a même pu donner lieu à une course aux armements évolutive (en) : la pression sélective a conduit les prédateurs à mettre au point des moyens de contournement ou de détoxification de ces substances dans la cavité orale, le système digestif, ou les organes postabsorption tels que le foie. Compte tenu de la diversité des toxines végétales répulsives, les herbivores ne sont pas en mesure de développer des défenses contre toutes, et les réponses évoluées tendent donc à les amener à se spécialiser sur des groupes de plantes particuliers, voire sur une seule espèce, ce qui explique que le régime alimentaire polyphage est exceptionnel. Cette stratégie de tolérance à la consommation de composés toxiques leur permet de sélectionner une ou quelques espèces de plantes répulsives et d'utiliser une niche écologique peu exploitée par les autres prédateurs sensibles à cet effet,.